# Віоланта Арагонська
Віоланта Арагонська (ісп. Violante de Aragón ; 8 червня 1236, Сарагоса, Королівство Арагон — 1301, Ронсесвальєс, Наваррське королівство) — арагонська інфанта з Барселонського дому, дочка Хайме I Завойовника, короля Арагона; після одруження — королева Кастилії та Леона.

## Біографія
Була дочкою короля Арагона Хайме I Завойовника та Іоланди Угорської.
26 грудня 1246 року у місті Бургас вийшла заміж за короля Кастилії та Леона Альфонсо X Мудрого. Через юний вік нареченої (їй було 10 років) консумацію було відстрочено. Альфонсо Х навіть хотів звернутися до Папи Римського з вимогою розірвати цей шлюб через те, що Віоланта не могла народити йому спадкоємця. Проте у 1248 вона народила первістка Фернандо, який, однак незабаром помер. Всього народила 11 дітей.
У 1276 році заснувала монастир Сан-Пабло у Вальядоліді. Поовертаючись в 1301 році з Риму Віоланта Арагонське померла. Сталося це в Ронсесвальєс, у Королівстві Наварра.